# Kamisama School
Kamisama School (神さま学校の落ちこぼれ, Kamisama gakkō no ochikobore) est un manga écrit par Natsu Hyūga et illustré par Modomu Akagawara. Il est prépublié dans le magazine Hana to Yume depuis janvier 2022 et édité par Hakusensha, comptant 5 tomes. La version française est éditée par Ki-oon à partir de juillet 2023.
L'œuvre est également publiée en parallèle sous le format light novel par l'éditeur Seikaisha.

## Synopsis
Dans le Japon contemporain, la fonction de kami, ou divinité, est attribuée à des humains dotés de pouvoirs surnaturels (himiko) et détenteurs d'un diplôme d'État, qui sont ensuite employés dans des sanctuaires à travers tout le pays. La grand-mère de Nagi était déesse mais, depuis sa mort accidentelle, personne ne s'est présenté pour la remplacer au temple de la ville. Il y aurait pourtant bien un candidat idéal : Takeru, le frère jumeau de Nagi... Malheureusement, il reste cloîtré dans sa chambre depuis la tragédie, ne communiquant avec sa sœur qu'à travers ses dons de télépathie et de télékinésie. Dépourvue quant à elle de ce genre de pouvoirs, la jeune fille a malgré tout développé une technique pour couper court à ces intrusions mentales quand elles se font trop insistantes... car Takeru à beau être un reclus, il n'en reste pas moins bavard !
Un matin, Nagi découvre son quartier en émoi. Un petit garçon, pressenti lui aussi pour devenir kami, a disparu ! Elle se lance à sa recherche et le trouve évanoui dans la forêt voisine. Seulement, lorsqu'elle tente de le ramener, elle est stoppée par une force terrifiante ! Qui peut bien utiliser ses pouvoirs pour enlever un enfant ? Tentant le tout pour le tout, elle utilise sa Parade psychique anti-Takeru pour repousser l'attaque... et ça fonctionne ! Sans le savoir, Nagi vient de prouver qu'elle est spéciale, et se retrouve enrôlée malgré elle dans l'école de formation des dieux ! Mais comment se faire une place parmi l'élite de la nation quand on ne connaît même pas la nature de son propre don ?

## Personnages

### Personnages principaux
Nagi Hibiya (陽美谷ナギ)
Lycéenne en classe de seconde, elle est issue d'une famille qui gère un sanctuaire. Cependant, des problèmes financiers ont surgi à la suite de la disparition de leur divinité. Cette jeune fille fait preuve d'une grande maturité, compensant ainsi l'isolement de son frère Takeru. Bien qu'elle soit présumée dépourvue de tout pouvoir, elle a intégré l'académie Kannagara grâce à la recommandation de Tsukuyomi. Elle comprend plus tard que bien que n'ayant développé aucune capacité, elle dispose d'une forte quantité de mana dont elle peut faire bénéficier quiconque entre en contact avec elle.
Takeru Hibiya (陽美谷たける)
Frère gemellaire de Nagi, il s'est enfermé dans sa chambre à la suite d'un accident tragique qui a coûté la vie de sa grand-mère et dont il a également été victime. Il exploite ses capacités surnaturelles pour établir une communication avec sa sœur, en utilisant un animal en peluche comme médium. En réalité, Takeru n'est pas reclus : il a été enlevé par l'ordre de l'occulte, une secte qui s'oppose au culte des kamis, du moins ceux qui ne sont pas sous son contrôle direct. Cependant, même séquestré, le garçon garde une marge de manœuvre grâce à ses puissants pouvoirs.
Tsukuyomi (ツクヨミ)
Portant le nom du divin régisseur de la lune et de la nuit, son statut est d'une telle envergure qu'il jouit d'un traitement souvent supérieur à celui des politiciens, malgré sa jeunesse de 18 ans. C'est lui qui a discerné le pouvoir latent en Nagi et l'a recommandée à l'académie. Cependant, il n'a pas encore trouvé de sanctuaire prêt à l'accueillir, probablement en raison de l'intensité de ses pouvoirs. Il a un lourd passé : autrefois captif de l'ordre de l'occulte, il a été sauvé par la police et la grand-mère de Nagi.

### Académie Kannagara
Monaka Tanaka (田中モナカ)
Fille issue d'une famille de confiseurs propriétaire de la boutique "Fukufuku-an", elle porte le prénom que lui a donné son arrière-grand-père, mais elle le déteste. Dotée du pouvoir de téléportation, elle manque de puissance pour se déplacer sur de longues distances, mais sa précision reste élevée. C'est une jolie fille studieuse et intransigeante à la fois. Elle a un frère aîné nommé Uiro.
Miruru Mima (美馬みるる)
Cette fille a grandi dans l'isolement, séquestrée par sa famille en raison de ses pouvoirs surnaturels. Malgré cela, elle est devenue forte et tenace. Cependant, étant mal nourrie et manquant d'exercice, elle est beaucoup plus petite que la moyenne des personnes de son âge. Elle éprouve aussi des difficultés à maîtriser l'écrit. Elle maîtrise la télépathie et la psychométrie : des pouvoirs puissants et complémentaires qui la rendent très prisée par la police, qu'elle envisage d'ailleurs de rejoindre, ne souhaitant pas devenir kami.
Sagami Osaka (逢坂サガミ)
Il est le plus jeune fils d'une famille qui gère un temple, ayant deux frères et une sœur. Originaire de la même ville que Monaka, ils se connaissent, bien qu'ils aient fréquenté des écoles différentes. Entré à l'Académie Kannagara pour maîtriser son pouvoir divin, il était initialement dissipé. Cependant, après un an et l'arrivée de Monaka, dont il est amoureux à sens unique, il s'est finalement calmé. Il possède un puissant pouvoir de psychokinésie et un faible pouvoir de pyrokinésie.
Tota Eto (江道トータ)
Reconnu comme Himiko prodige, il vient d'une famille prestigieuse qui gère un sanctuaire renommé. Ses résultats scolaires sont excellents, notamment en rédaction, car ses parents lui ont demandé de maintenir un niveau irréprochable à son entrée à l'académie. Cependant, ils ne lui ont pas fait de remarque sur les cours de sport (qui consistent à mettre en pratique ses pouvoirs), alors il ne fait aucun effort dans ce domaine. Doté du pouvoir de clairvoyance, il n'aura pas de mal à trouver un emploi même s'il échoue à l'examen. À son arrivée à l'académie, il a été tellement dégoûté par les élèves qui se rapprochent de lui pour lui demander des services qu'il est devenu acerbe avec ses camarades.

## Manga

### Liste des volumes
| no | Japonais          | Japonais          | Français         | Français          |
| no | Date de sortie    | ISBN              | Date de sortie   | ISBN              |
| -- | ----------------- | ----------------- | ---------------- | ----------------- |
| 1  | 20 janvier 2022   | 978-4-592-22421-1 | 6 juillet 2023   | 979-10-327-1344-0 |
| 2  | 20 mai 2022       | 978-4-592-22422-8 | 7 septembre 2023 | 979-10-327-1355-6 |
| 3  | 20 septembre 2022 | 978-4-592-22423-5 | 7 décembre 2023  | 979-10-327-1387-7 |
| 4  | 20 janvier 2023   | 978-4-592-22424-2 | 7 mars 2024      | 979-10-327-1709-7 |
| 5  | 19 mai 2023       | 978-4-592-22425-9 | 5 juillet 2024   | 979-10-327-1711-0 |
| 6  | 20 septembre 2023 | 978-4-592-22464-8 | 3 octobre 2024   | 979-10-327-1713-4 |
| 7  | 19 janvier 2024   | 978-4-592-22472-3 | 2 janvier 2025   | 979-10-327-1932-9 |
| 8  | 20 mai 2024       | 978-4-592-22485-3 | 7 mai 2025       | 979-10-327-1933-6 |
| 9  | 20 septembre 2024 | 978-4-592-22498-3 |                  |                   |
| 10 | 20 janvier 2025   | 978-4-592-22515-7 |                  |                   |

## Œuvres

### Édition japonaise

#### Manga
1. 1 2  (ja) « 神さま学校の落ちこぼれ 1 », sur Hakusensha.
2. 1 2  (ja) « 神さま学校の落ちこぼれ 2 », sur Hakusensha.
3. 1 2  (ja) « 神さま学校の落ちこぼれ 3 », sur Hakusensha.
4. 1 2  (ja) « 神さま学校の落ちこぼれ 4 », sur Hakusensha.
5. 1 2  (ja) « 神さま学校の落ちこぼれ 5 », sur Hakusensha.
6. 1 2  (ja) « 神さま学校の落ちこぼれ 6 », sur Hakusensha.
7. 1 2  (ja) « 神さま学校の落ちこぼれ 7 », sur Hakusensha.
8. 1 2  (ja) « 神さま学校の落ちこぼれ 8 », sur Hakusensha.
9. 1 2  (ja) « 神さま学校の落ちこぼれ 9 », sur Hakusensha.
10. 1 2  (ja) « 神さま学校の落ちこぼれ 10 », sur Hakusensha.

### Édition française

#### Manga
1. 1 2  (fr) « Kamisama School T01 », sur Ki-oon.
2. 1 2  (fr) « Kamisama School T02 », sur Ki-oon.
3. 1 2  (fr) « Kamisama School T03 », sur Ki-oon.
4. 1 2  (fr) « Kamisama School T04 », sur Ki-oon.
5. 1 2  (fr) « Kamisama School T05 », sur Ki-oon.
6. 1 2  (fr) « Kamisama School T06 », sur Ki-oon.
7. 1 2  (fr) « Kamisama School T07 », sur Ki-oon.
8. 1 2